# جورج دبليو. وود
جورج دبليو. وود (بالإنجليزية: George W. Wood)‏ هو سياسي أمريكي، ولد في 1808 في نيويورك في الولايات المتحدة، وتوفي في 1871 في فورت واين في الولايات المتحدة.